# Джозеф Гінгольд
Джозеф Гінгольд (англ. Josef Gingold; 28 жовтня 1909, Брест-Литовськ, Російська імперія — 13 січня 1995, Блумінгтон, штат Індіана) — білоруський і американський скрипаль та педагог єврейського походження.

## Життєпис
Джозеф Гінгольд народився в родині власника взуттєвої фабрики Меєра Гінгольда і його дружини Анни (Нехами) Лейзеровіч. Емігрував в США в 1920 році.
Навчався в Нью-Йорку у Володимира Граффмана, потім в Бельгії у Ежена Ізаї, був першим виконавцем його Третьої сонати для скрипки соло.
Повернувшись в США, з 1937 року грав у Симфонічному оркестрі NBC під управлінням Артуро Тосканіні. Пізніше був концертмейстером Детройтського симфонічного оркестру і Клівлендського оркестру, а з початку 1960-х років викладав скрипку в Університеті Індіани.
Серед його учнів — Джошуа Белл, Шоні Алекс Браун, Енн Акіко Мейерс, Леонідас Кавакос, Лейла Юзефович, Енн Ші та інші відомі музиканти.